# 小寶
小寶（英語：May Chan Ka Kai，1985年5月29日—），本名陳嘉佳，暱稱細細粒，生於中華人民共和國上海市，香港電視女演員，曾為無綫電視基本藝人合約女藝員。

## 簡歷

### 早年經歷
陳嘉佳出生於上海，為家中獨女，於兩歲時跟隨父母移居香港。陳嘉佳曾就讀農圃道官立小學（1998年畢業）和觀塘地利亞修女紀念學校（月華），於中學暑假時，進行過地獄式減肥，以每日游泳兩小時及只吃蘋果或者菠蘿的方法，成功減去40磅贅肉，最終抵不住美食的引誘而再增磅。她自幼習鋼琴，擁有八級鋼琴 2003年中五畢業後曾經於琴行兼任鋼琴教師五年。加入娛樂圈前於觀塘一間臨時演員和道具公司任職聯絡員，現已離職。

### 演藝經歷
陳嘉佳從小到大都希望投身演藝界，鍾情於韓國藝人玄彬和裴勇俊，閒時喜愛觀賞電視劇集。她於在一次偶然機會下獲借道具的副導演邀請拍攝電影《矮仔多情》而認識及獲得王祖藍賞識，其後在福祿壽的演唱會當中與王祖藍跳舞時被無綫賞識，從而與之簽約。2012年在《巴不得媽媽...》裡飾演的肥女子一角，令人印象深刻，嶄露頭角。2013年獲王祖藍提點在《老表，你好嘢！》中演出，在劇中所飾演其兒時玩伴毛小曼（細細粒）一角而知名。2013年憑《老表，你好嘢！》的毛小曼（細細粒）一角入圍《萬千星輝頒獎典禮2013》「最佳女配角」，更獲張智霖、吳鎮宇、吳卓羲等人投選為最佳女配角，惜該獎項落在江美儀手中。
其後與黃子華搞笑演出《My盛Lady》，在劇中所飾演的重量級盛女夏明珠（Judy）一角，雖在劇中所占之戲份不多，但小寶都很落力的演出，更獲網民稱讚演技能夠媲美女主角徐子珊，與黃子華合作更擦出不少火花。在2013年12月23日首播的《貓屎媽媽》中更與王浩信合演情侶，她的演出備受觀眾期待。
2014年在《忠奸人》飾演的重量級啤酒女郎劉淼（Miu Miu）及《老表，你好Hea！》飾演的專業按摩師周麗敏（Vivienne），演技獲得肯定，再次獲得不少好評。不少網民及觀眾更支持小寶再次角逐《萬千星輝頒獎典禮2014》最佳女配角。
2019年，她更在鏡頭前大玩空中瑜伽。
2022年6月離開無綫。

## 演出作品

### 電視劇（無綫電視）
| 年份   | 劇集               | 角色                 | 性質       |
| 2010年 | 老公萬歲           | 按摩店職員           | 跑龍套     |
| 2012年 | 巴不得媽媽...      | 肥女子               | 客串       |
| 2013年 | 老表，你好嘢！     | 毛小曼（細細粒）     | 女配角     |
| 2013年 | 初五啟市錄         | 師 奶                | 客串       |
| 2013年 | 情逆三世緣         | 肥 妻                | 客串       |
| 2013年 | My盛Lady           | 夏明珠（Judy）       | 單元女主角 |
| 2013年 | 貓屎媽媽           | 唐菲菲               | 第四女主角 |
| 2014年 | 食為奴             | 小 桃                | 第四女主角 |
| 2014年 | 忠奸人             | 劉 淼（Miu Miu）     | 女配角     |
| 2014年 | 老表，你好hea！    | 周麗敏（Vivienne）   | 第四女主角 |
| 2015年 | 拆局專家           | 肥女士（客串第16集） | 客串       |
| 2016年 | 廉政行動2016       | 何美芬               | 客串       |
| 2016年 | 來自喵喵星的妳     | 朱 太                | 客串       |
| 2016年 | 巾幗梟雄之諜血長天 | 阿 秀                | 客串       |
| 2017年 | 迷                 | 張 妃（妃妃）        | 第三女主角 |
| 2017年 | 賭城群英會         | 子 君                | 特別演出   |
| 2017年 | 老表，畢業喇！     | 呂 優                | 女配角     |
| 2017年 | 性在有情           | 唐甜甜               | 第三女主角 |
| 2018年 | 是咁的，法官閣下   | 朱迪迪（Bell）       | 單元女主角 |
| 2019年 | 包青天再起風雲     | 囂三娘               | 女配角     |
| 2020年 | 愛·回家之開心速遞  | 戴冬瓜（瓜姐）       | 客串       |
| 2021年 | 七公主             | 顧小寶               | 客串       |
| 2022年 | 痞子殿下           | 榮婉娟               | 第三女主角 |
| 2022年 | 超能使者           | 錢瑪麗               | 女配角     |

### 電視劇（中國大陸）
| 年份   | 劇集     | 角色   | 性質 |
| 2020年 | 吉他兄弟 | 張錦花 |      |

### 電影
| 年份   | 電影名        | 角色           |
| 2007年 | 綁架          | 劉 謙          |
| 2009年 | 矮仔多情      |                |
| 2011年 | 潮性辦公室    | 小巴乘客       |
| 2011年 | 猛鬼愛情故事  | Amy            |
| 2011年 | 蜜桃成熟時33D | 沙灘女孩       |
| 2012年 | 八星抱喜      | 書友           |
| 2012年 | 天生愛情狂    |                |
| 2012年 | 高海拔之戀II  | 電台高層       |
| 2014年 | 賭城風雲      | 石一堅之表妹   |
| 2014年 | 單身男女2     | 趙康熙         |
| 2015年 | 吉星高照2015  |                |
| 2015年 | 沒女神探      | 成大志前女友   |
| 2016年 | 赌城风云III   |                |
| 2016年 | PG戀愛指引    |                |
| 2017年 | 愛情奴隷獸    |                |
| 2018年 | 我的情敵女婿  |                |
| 2018年 | 棟篤特工      |                |
| 2018年 | 捉妖记2       | 小翠(粵語配音) |
| 2020年 | 乜代宗師      | 陳真經理人     |

### 綜藝節目
- 2012年：萬千升呢福祿壽：2012鄉下小姐選舉（第1-3集）
- 2013年：姊妹淘（第73集）
- 2013年：超級無敵獎門人 終極篇（第23集）
- 2013年：千奇百趣玩FREE D（第17集）
- 2013年：演嘢（演出）
- 2014年：Sunday扮嘢王
- 2015年：超強選擇1分鐘（第17集）
- 2016年：都市閑情（1月21日〈星級寵物駕到〉環節）
- 2016年：Sunday好戲王（第10集）
- 2016年：街坊導賞團（第4集）
- 2016年：男人食堂－性在有情特別版
- 2016年：我愛香港（第1集）
- 2017年：最緊要好玩/最緊要好好玩 消暑版
- 2021年：識貨
- 2021年：識貨特賣場

### MV
- 2014年：C-12 - 愈來愈正常

### 其他
- 2016年：餓了別叫媽之走火入模（第9集）

## 曾推出書籍
- 2013年：《細細粒，你好嘢！》

## 獎項記錄
- 2013年：提名《萬千星輝頒獎典禮2013》最佳女配角（作品：《老表，你好嘢！》，角色毛小曼（細細粒））

## 外部連結
- 陈嘉佳-小宝的新浪微博
- 細細粒 - 小寶的Facebook專頁
- 細細粒 - 小寶的Instagram帳戶
- 小寶 Siu Po - TVB藝人資料 - tvb.com （页面存档备份，存于）